# Novopavlivka, Prîmorsk
Novopavlivka (în ucraineană Новопавлівка) este o comună în raionul Prîmorsk, regiunea Zaporijjea, Ucraina, formată numai din satul de reședință.

## Demografie
Componența lingvistică a comunei Novopavlivka
     Ucraineană (85,53%)
     Rusă (13,89%)
     Alte limbi (0,39%)
Conform recensământului din 2001, majoritatea populației comunei Novopavlivka era vorbitoare de ucraineană (85,53%), existând în minoritate și vorbitori de rusă (13,89%).